# Thylactus dentipennis
Thylactus dentipennis là một loài bọ cánh cứng trong họ Cerambycidae.